# Pristimantis appendiculatus
Pristimantis appendiculatus är en groddjursart som först beskrevs av Werner 1894.  Pristimantis appendiculatus ingår i släktet Pristimantis och familjen Strabomantidae. IUCN kategoriserar arten globalt som livskraftig. Inga underarter finns listade i Catalogue of Life.